# Paisley Park
Pour les articles homonymes, voir Paisley.
Paisley Park est le nom d'un complexe de studios d'enregistrement situé à Chanhassen, au Minnesota, États-Unis. Ses nombreux studios et ses salles de répétitions ont été créés par Prince afin de produire son art en toute liberté. De nombreuses tournées et albums ont été préparés à Paisley Park. Il abrite également le label du même nom, créé dans les années 1980 dans le but de produire de nombreux artistes dont les plus connus sont Sheila E., George Clinton, Jill Jones, etc.

## Historique
Le complexe a été érigé par Prince en 1986 et officiellement ouvert le 11 septembre 1987. Prince a payé comptant, avec les revenus acquis par le projet Purple Rain. Son premier but était d'obtenir une liberté de création toujours plus importante, toutefois Prince n'aura jamais la liberté de distribution qu'il souhaite. Paisley Park a été voulu et créé par l'artiste pour symboliser son univers, au même titre que Michael Jackson avec Neverland. Le studio a été conçu par le cabinet d'architectes BOTO Design Inc, de Santa Monica, en Californie. Il comprend plusieurs studios d'enregistrement de très grande qualité, plusieurs salles de concerts, des salles de répétition, des studios de tournage pour les vidéoclips ainsi que des ateliers de confection pour les costumes de scène. Aussitôt que le complexe fut ouvert, Prince mit en place avec Warner Bros le label Paisley Park Records. Le système reste néanmoins le même, c'est-à-dire que Warner Bros finance, décide de la sortie des albums et en fait la promotion. En 1990, à la suite d'échecs consécutifs, le label était au bord de la faillite. La tournée Nude Tour a permis de rembourser ses pertes et de sauver le label.
En 1993, à la suite du conflit qui l'oppose à Warner Bros, Prince décide de distribuer sa musique de façon indépendante. Paisley Park Records disparaît et est remplacé par NPG Records.

## Renommée
Du fait de la popularité de Prince dans les années 1980 et 1990, les studios Paisley Park ont été très prisés par un nombre important d'artistes qui souhaitaient y enregistrer des disques ou y répéter leur prochaine tournée mondiale. À un tel point que Prince lui-même devait parfois aller enregistrer ailleurs ses propres morceaux.
Les studios renferment également The Vault, une pièce sécurisée dans laquelle sont stockées de nombreuses bandes studio inédites, et enregistrements audio et vidéo des concerts de Prince. D'après les collaborateurs de ces studios, cette pièce renfermerait notamment les bandes enregistrées entre Prince et Miles Davis, encore inédites à ce jour.

## Albums issus de Paisley Park Records

### de Prince
- 1985 : Around the World in a Day
- 1986 : Parade
- 1987 : Sign o' the Times
- 1988 : Lovesexy
- 1990 : Graffiti Bridge
- 1991 : Diamonds and Pearls
- 1992 : Love Symbol
- 1993 : The Hits/The B-Sides

### autres artistes
- 1985 : Romance 1600 de Sheila E.
- 1985 : The Family de The Family (en)
- 1986 : Mazarati de Mazarati
- 1987 : Sheila E. de Sheila E.
- 1987 : Jill Jones de Jill Jones
- 1987 : 8 de Madhouse
- 1987 : 16 de Madhouse
- 1988 : Riot in English de Dale Bozzio
- 1988 : Good Question de Good Question
- 1989 : The Cinderella Theory de George Clinton
- 1989 : Time Waits for No One de Mavis Staples
- 1989 : Time The Motion de Kahoru Kohiruimaki
- 1990 : Time The Motion Live de Kahoru Kohiruimaki
- 1991 : True Confessions de T.C. Ellis
- 1991 : Times Squared de Eric Leeds
- 1992 : May 19, 1992 de Ingrid Chavez
- 1993 : Hey Man, Smell My Finger de George Clinton
- 1993 : Carmen Electra de Carmen Electra
- 1993 : The Voice de Mavis Staples
- 1993 : Things Left Unsaid de Eric Leeds

## Albums issus de NPG Records

### de Prince
- 1993 : The Beautiful Experience
- 1995 : The Gold Experience
- 1996 : Emancipation
- 1998 : Crystal Ball et les albums bonus The Truth et Kamasutra
- 1999 : 1999 réédition
- 1999 : Rave Un2 the Joy Fantastic
- 2001 : The Rainbow Children
- 2002 : One Nite Alone...Live!
- 2003 : N.E.W.S
- 2004 : Musicology
- 2006 : 3121
- 2007 : Planet Earth
- 2009 : Lotusflow3r
- 2010 : 20Ten

### autres artistes
- 1993 : Goldnigga de la New Power Generation
- 1994 : 1-800-NEW-FUNK de plusieurs artistes
- 1995 : Exodus de la New Power Generation
- 1995 : Child of the Sun de Mayte
- 1998 : Come 2 My House de Chaka Khan
- 1998 : Newpower Soul de la New Power Generation
- 1999 : GCS 2000 de Graham Central Station
- 2009 : Elixer de Bria Valente

## Autour de Paisley Park
- Paisley Park est aussi le nom d'une chanson de Prince parue dans l'album Around The World In A Day (1985)
- Prince nomma également son label Paisley Park Records, où il produit ses propres albums ainsi que de nombreux autres artistes tels Sheila E., Jill Jones, Mazarati, Mavis Staples, George Clinton, The Three O'Clock, The Family et Good Question.
- R.E.M. y enregistra son album Out of Time
- C'est également le lieu où Prince est mort le 21 avril 2016.
- Dans le manga JoJolion, Paisley Park est aussi le nom du stand de Yasuho Hirose.